# Ширяев, Пётр Алексеевич
Пётр Алексеевич Ширяев (1886 — 1935) — русский советский писатель и переводчик.

## Биография
Родился 26 ноября (8 декабря) 1886 года в селе Уварово Тамбовской губернии (ныне город в Тамбовской области). Его отец — кирсановский мещанин Алексей Иванович Ширяев — был одним из богатейших купцов Уварово, имел гильдейское свидетельство на торговлю в Уварово (1888 г.), основал Торговый дом "А. И. Ширяев Ко" по торговле мануфактурой и мехом (1911 г.), содержал торговлю зерновым хлебом (1892 г.), ренсковый погреб (1897 г.), бакалейно-гастрономический магазин (1892 г.), владел спичечной фабрикой (1906 г.). Петр был вторым ребёнком в семье и имел семь братьев и сестер.
Его отец еще до рождения сына стал зажиточным купцом и смог дать сыну начальное образование  (в с. Уварово) и среднее в Тамбовском реальном училище, откуда Пётр был исключён за «неблагонадёжность» из-за волнений, начавшихся в губернии. Участник революционных событий 1905 года в Москве, куда уехал продолжать образование. Здесь был арестован и заключён в тюрьму, служил в арестантских ротах за вооруженное сопротивление при аресте и позже сослан в Сибирь. Бежав из ссылки, жил во Франции, Италии, Бельгии.
После Февральской революции вернулся в Россию. В годы Гражданской войны Ширяев был инспектором Красной Армии в Тамбове и Борисоглебске.
Умер от туберкулёза 25 мая 1935 года в Москве. Похоронен на Ваганьковском кладбище; могила утрачена.

## Творчество
Первая публикация писателя — повесть «Накипь» — в 1925 году вышла в журнале «Новый мир». В этом же году вышла его первая книга «К баррикадам». Ряд произведений связаны с Тамбовским краем:
- «Освобождённые воды» (1928) — рассказ об установлении советской власти в Кирсановском уезде,
- «Печальная комедия» (1929) — роман о налёте мамонтовской конницы в 1919 году на Козлов и Тамбов,
- «Бойцы окраин» — рассказ и неоконченный роман «Гульба» (оба об «антоновщине»).

Наиболее известное произведение П. А. Ширяева — повесть «Внук Тальони» (1930).
Внимание писателя сосредоточено преимущественно на раскрытии художественными средствами психологии обывателя в условиях Октябрьской революции и Гражданской войны.
Владея итальянским языком, он переводил произведения итальянских писателей, в том числе книгу Марио Собреро «Знамёна и люди» и ряд рассказов Папини, Борджезе, Пиранделло и другие.

## Память
- Одна из улиц города Уварово носит имя писателя[1].